# Adam Kraft

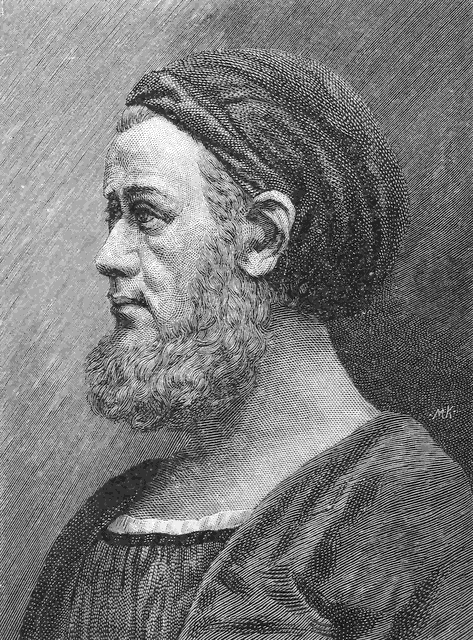
Adam Kraft

Adam Kraft även Krafft, född mellan 1455 och 1460, död 1509, var en tysk skulptör och byggmästare, en av senmedeltidens yppersta konstnärer i Tyskland.

## Biografi
Förteckningen över Krafts kända verk börjar 1490 och fortgår oavbruten ända till hans död. Det första fullt säkra arbetet av honom är de 1490-92 i sten utförda stora relieferna till den så kallade Schreyerska gravvården, som sträcker sig längs ena ytterväggen till Sebalduskyrkans kor i Nürnberg. Dessa reliefer framställer Kristus som bär korset, korsfästelsen, gravläggningen och uppståndelsen i figurrika kompositioner, de största, som finns av mästaren.
Strax därefter högg han de sju så kallade Stationerna på den till Johannes’ kyrkogård ledande vägen. Det är sammanträngda figurer, tagna direkt ur livet (originalen numera i Germanisches Nationalmuseum tillsammans med andra verk av Adam Kraft). Till samma krets hör en passionsbild i Sebalduskyrkan (1496). Men av helt annat slag är en relief över stadens våghus (1497), som framställer, i humoristiskt genreartad uppfattning vågmästaren i full sysselsättning, hantlangaren och den betalande köpmannen.
1500 fullbordade Kraft det höga, berömda tabernaklet i Sankt Lorenzkirche, stiftadt 1493 av Hans Imhoff d.ä. (som dock inte fick se det färdigt, då han dog 1499, före dess fullbordande), utförd i blomstrande sengotik, fylld med reliefer ur bibeln och helgonbilder samt buret av 3 knäböjande, kroppsstora figurer, mästerligt karakteriserande mannens ålder och tydligt vittnande om porträttlikhet. Konstverket fick bara lindriga skador under andra världskriget på grund av att den hade en skyddande mantel i gips.
Samtidigt utförde han 1498 i Frauenkirche en Jungfru Maria med Kristusbarnet, omgivna av änglar, som breder ut madonnans mantelveck över kristenheten, representerad av små knäböjande figurer. Från 1500 härstammar även Marias kröning i Frauenkirche. Samma ämne behandlades 1501 i en gravvård i Sankt Egidienkirche. Från hans sista levnadsår är Bebådelsen (Maria och ängeln Gabriel, fäst vid ett hörnhus nära Sankt Sebaldus) samt Kristi gravläggning, i ett kapell på Johannes’ kyrkogård (1507), med 14 kroppsstora figurer, ordnade i en djup och bred nisch kring Kristi lik. I Josef från Arimataia har konstnären avbildat sina egna drag.

## Utmärkelser
Asteroiden 6146 Adamkrafft är uppkallad efter honom.